# Mao Kokubo
Mao Kokubo, född 8 januari 2003, är en japansk fäktare som tävlar i sabel.

## Karriär
Vid asiatiska mästerskapen 2025 i Bali tog Kokubo brons individuellt i sabel samt guld i lagtävlingen tillsammans med Kaito Streets, Shido Tsumori och Kento Yoshida.